# 도쿠노 소키
도쿠노 소키(일본어: 得能 草生, 2001년 11월 7일~)는 일본의 축구 선수이다.

## 구단 경력
그는 2023년 J2리그의 미토 홀리호크에 입단했다. 2025년 J3리그의 고치 유나이티드 SC로 이적했다.